# Leptophion radiatus
Leptophion radiatus là một loài tò vò trong họ Ichneumonidae.